# Давид Мендес да Сильва
Давид Мігел Мендес да Сильва Гонсалвіш або просто Давид Мендес да Сильва (нар. 4 серпня 1982, Роттердам) — нідерландський футболіст кабовердійського походження, опорний півзахисник клубу «Спарта» (Роттердам).
Насамперед відомий своїми виступами за «Ред Булл (Зальцбург)», АЗ, «Спарту» (Роттердам), «Аякс» (Амстердам) та «НАК Бреду». Універсальний гравець, який може зіграти на будь-якій позиції у півзахисті та обороні. Сильними сторонами гравця є дриблінг та техніка, а також відмінне бачення поля та швидкість прийняття рішень.

## Клубна кар'єра
Займався футболом в академії роттердамської «Спарти», а в 1999 році підписав професійний контракт вже з дорослою командою клубу, в складі якого виступав до 2004 року, за виключенням 2003 року, коли перебував на правах оренди в складі «Аяксу», але за команду з Амстердаму так і не зіграв жодного офіційного поєдинку.
Наступним клубом у кар'єрі Давида став «НАК Бреда», з яким він уклав влітку 2004 року 4-річний контракт. За команду з Бреди зіграв 56 матчів та забив 5 м'ячів. Два роки по тому підписав 5-річний контракт з АЗ Алкмаром, у складі якого провів 119 матчів та відзначився 11 голами у всіх турнірах.
У 2010 році перейшов до команди «Ред Булл (Зальцбург)». Тренер ФК Зальцбург Губ Стевенспісля свого приходу на тренерський місток команди визначив перехід Давида Мендеса да Сильви як трансфер №1, який мало здійснити керівництво клубу для подальших успішних виступів команди. 27-річний футболіст прибув з АЗ за суму, яка до цих пір не розголошується, в складі свого попереднього клубу він став переможцем Ередивізі сезону 2008/09 років. Правофланговий гравець раніше працював з асистентом Стевенса, Тоном Локгоффом, у «НАК Бреді» Після свого трансферу в інтерв'ю «Voetbal International» Мендес сказав таке: «Я визнаю, що австрійська ліга не дуже добре відомо, але я дуже задоволений цим трансфером. Red Bull — діючий чемпіон і наступного сезону буде грати в Лізі чемпіонів. Я йду вперед назустріч новому виклику».
20 жовтня 2009 року Мендес да Сильва в матчі Ліги чемпіонів УЄФА проти «Арсеналу» на 93-ій хвилині поєдинку відзначився голом, який приніс сенсаційну нічию для австрійського клубу проти англійського гранда. Цікаво, що протягом більшої частини матчу англійці вели з рахунком 1:0 завдяки голу Сеска Фабрегаса. У цьому клубі Давид залишався до лютого 2013 року.
4 липня 2013 року «Панатінаїкос» викупив контракт гравця збірної Нідерландів. Суму трансферу сторони вирішили не розголошувати. У складі свого нового клубу Давид виграв Кубок Греції в сезоні 2013/14 років, перегміши у фінальному матчі з рахунком 4:1 ПАОК, а також фінішував першим у плей-оф грецької Суперліги. У складі «Панатінаїкоса» Мендес да Сильва зіграв у третьому та плей-оф раундах Ліги чемпіонів. Після перемоги в 3-му кваліфікаційному раунді та поразки в раунді плей-оф Давид продовжив виступи у складі команди в груповому етапі Ліги Європи сезону 2014/15 років. В той час клуб тренував колишній нападник Роди та Аяксу Янніса Анастасіу. 29 жовтня він оголосив, що завершує кар'єру футболіста.

## Кар'єра в збірній
У складі збірної Нідерландів Давид дебютував 7 лютого 2007 року. Загалом Мендес відіграв 7 поєдинків у футболці Помаранчевих, а останній матч в їх складі зіграв в 2009 році проти Австралії, вийшовши на заміну на 84-ій хвилині матчу, проте гра так і завершилася нульовою нічиєю. Також у 2001 році він зіграв поєдинок у складі молодіжки нідерландської збірної на Молодіжному чемпіонаті світу 2001 року проти Єгипту U-20 у 1/4 фіналу.

## Досягнення
АЗ (Алкмар)
- Ередивізі
  -  Чемпіон (1): 2008/09

- Кубок Йогана Кройфа
  -  Володар (1): 2009

Ред Булл (Зальцбург)
- Тіпп 3 Бундесліга
  -  Чемпіон (1): 2011/12

- ÖFB-Cup
  -  Володар (1): 2011/12

Панатінаїкос
- Кубок Греції
  -  Володар (1): 2013/14